# Cornelia Hoffmann-Bethscheider

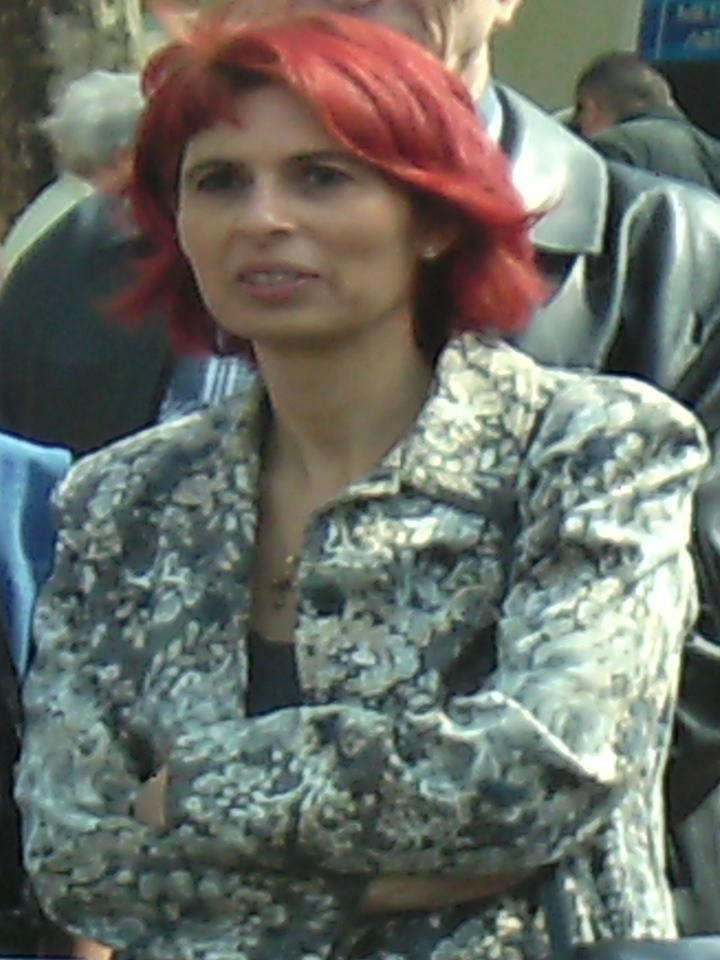
Cornelia Hoffmann-Bethscheider (2009)

Cornelia Hoffmann-Bethscheider (* 20. Juli 1968 in Quierschied) ist eine ehemalige deutsche Politikerin (SPD) und zurzeit Präsidentin des Sparkassenverbandes Saar mit Sitz in Saarbrücken.

## Leben
Hoffmann-Bethscheider legte 1988 die Reifeprüfung ab und studierte anschließend Rechtswissenschaft an der Universität des Saarlandes mit Auslandssemester an der Universität Nancy in Frankreich. Nach dem ersten Staatsexamen 1993 folgte ein Studium an der Verwaltungshochschule Speyer und danach 1996 das zweite Staatsexamen. Im gleichen Jahr erhielt sie ihre Zulassung zur Rechtsanwältin und arbeitete danach als Anwältin in einer Rechtsanwaltskanzlei in Illingen und Saarbrücken, bevor sie sich 1998 als selbstständige Anwältin niedergelassen hat. 1999 war sie dann freie Mitarbeiterin in einer Rechtsanwaltskanzlei.
Hoffmann-Bethscheider ist verheiratet und hat ein Kind.

## Politik
Hoffmann-Bethscheider ist seit 1985 Mitglied der SPD und war von 1994 bis 2002 Mitglied im Gemeinderat Merchweiler, von 1999 bis 2002 Mitglied des Ortsrates von Wemmetsweiler und von 2004 bis 2009 Mitglied im Gemeinderat von Illingen (Saar). 1999 wurde Hoffmann-Bethscheider in den saarländischen Landtag gewählt, ab 2002 bis zu ihrem Ausscheiden 2011 hatte sie das Amt der stellvertretenden Vorsitzenden der SPD-Landtagsfraktion inne. 2009 wurde sie erste Beigeordnete im Kreistag Neunkirchen (Saar). Weiterhin war sie Sprecherin der Fraktion für Europa-, Innen-, Kommunal- und Sportpolitik und Mitglied im Ausschuss für Inneres, Datenschutz, Familie, Frauen und Sport und im Ausschuss für Europaangelegenheiten sowie für Fragen des Internationalen Parlamentarierrates.
Am 19. September 2010 wurde sie mit 59,5 % zur Landrätin des Landkreises Neunkirchen gewählt. Dieses Amt trat sie am 1. April 2011 an, wobei sie im Gegenzug ihr Landtagsmandat zum selben Datum niederlegte.
Am 26. Mai 2015 wurde Cornelia Hoffmann-Bethscheider einstimmig zur Präsidentin des saarländischen Sparkassenverbandes gewählt.